# Thijs Rinsema
Thijs Rinsema (Drachten, 18 juni 1877 – aldaar, 1 maart 1947) was een Nederlands kunstenaar die zowel schilderijen als andere kunstwerken maakte.

## Biografie
Thijs Rinsema hield zich, net als zijn jongere broer Evert, met schoenmaken bezig, wat hij tot een jaar voor zijn dood volhield. Door zijn broer kwam Thijs Rinsema in aanraking met Theo van Doesburg en zijn werken, waardoor Thijs Rinsema steeds meer in de richting van De Stijl en Dada begon te schilderen.
Mede via Theo van Doesburg ontmoette hij andere kunstenaars als Charley Toorop en Kurt Schwitters. Hij kreeg enkele prijzen voor zijn werken. Thijs Rinsema hield zich als eerste kunstenaar bezig met het schilderen van voetballers. Doordat in 1910 voetbalvereniging VV Drachten opende en zijn zoon Dirk er ging voetballen, kon hij kijken om er abstraherende schilderijen van te maken, welke nu tot zijn beroemdste werken behoren. Ook tekende hij werken van paarden op de drafbaan en schilderde hij stillevens met onder andere pistolen en fluitketels.

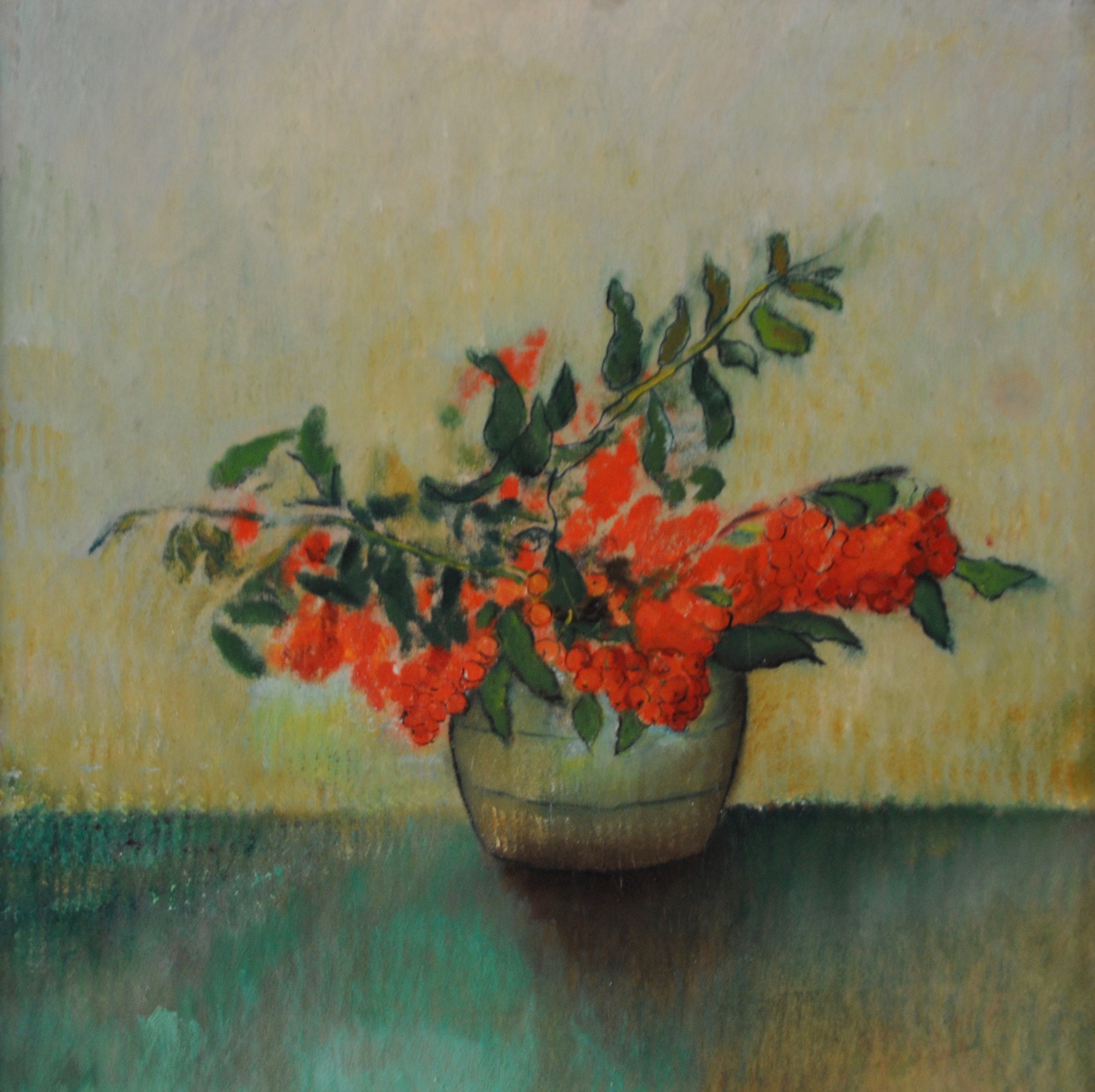
Een voorbeeld van het meer figuratieve werk van Thijs Rinsema
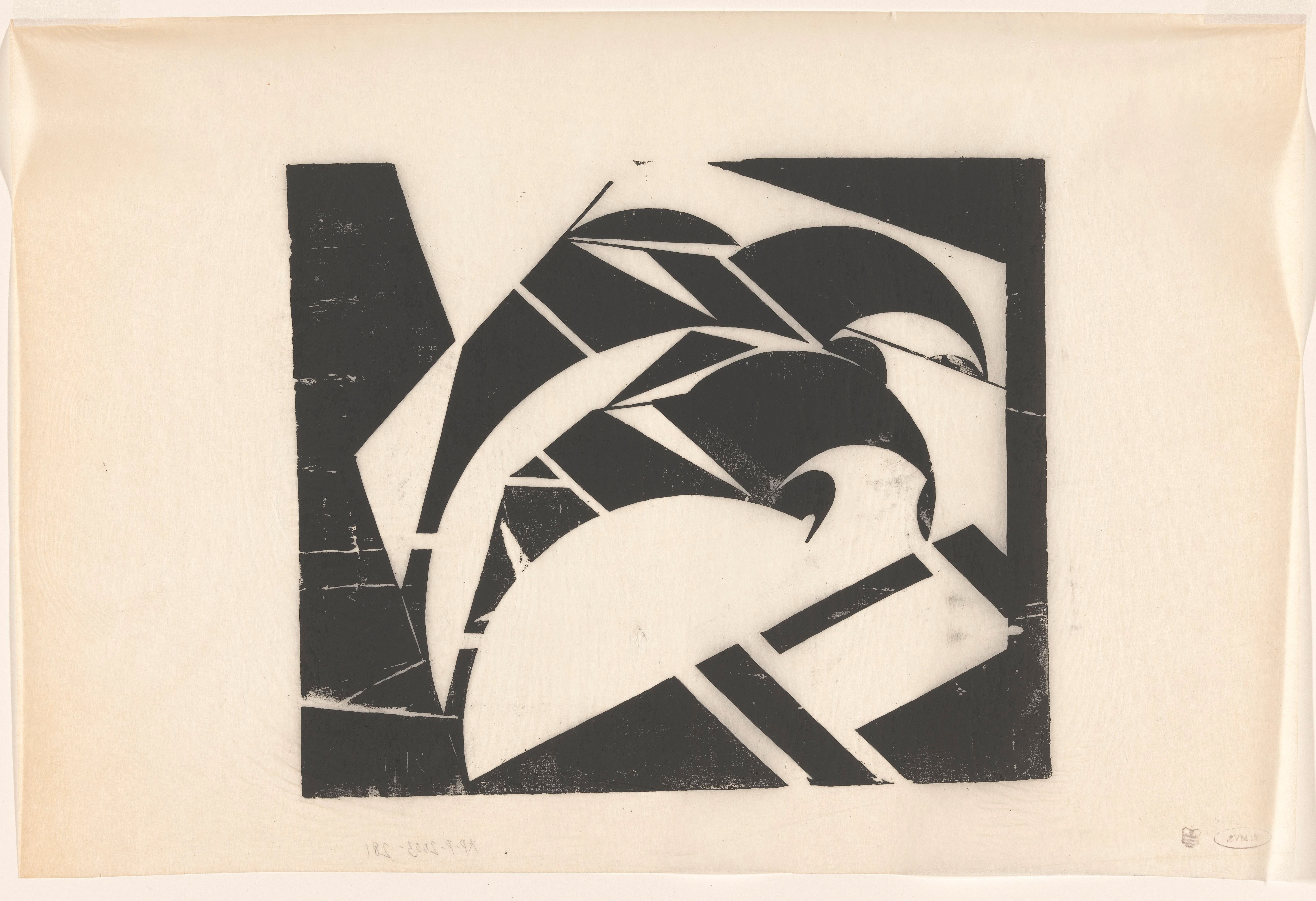
Twee ruiters, RP-P-2003-281.jpg
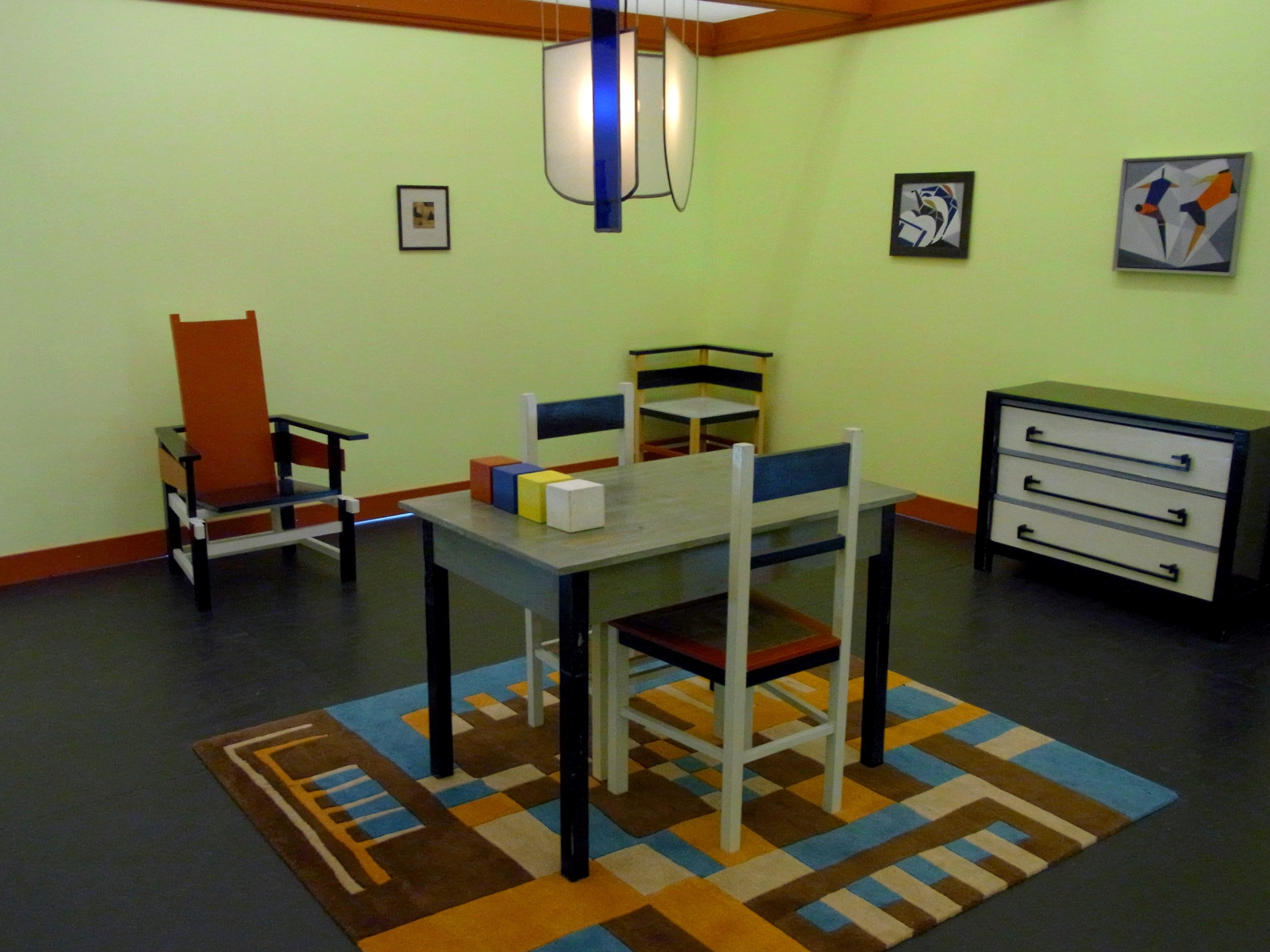
Kamer naar ontwerp van Thijs Rinsema tijdens expositie in 2011/2012 in Museum Dr8888.
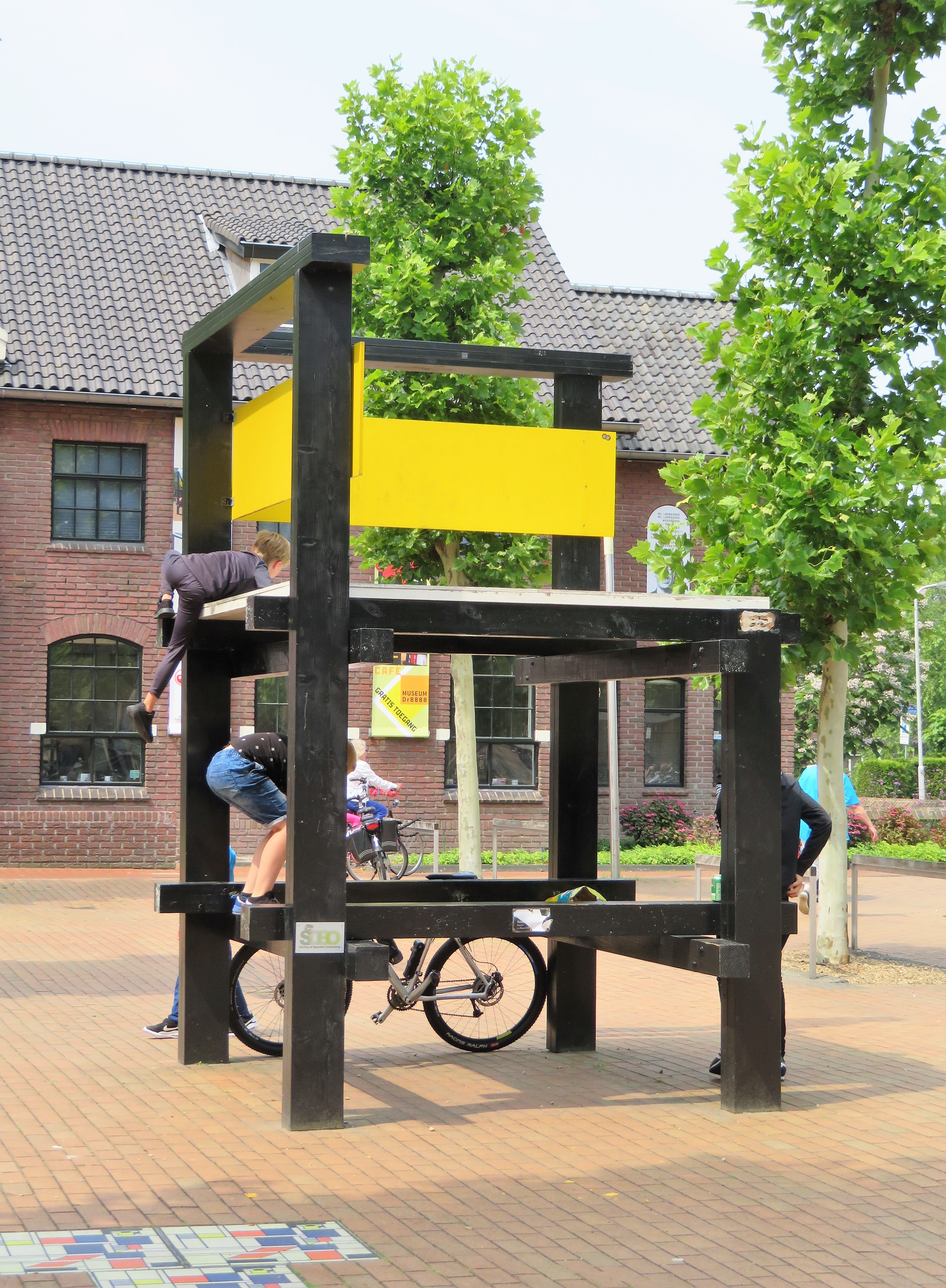
Derde Stijlstoel, vergrote versie, voor het Drachtster Museum

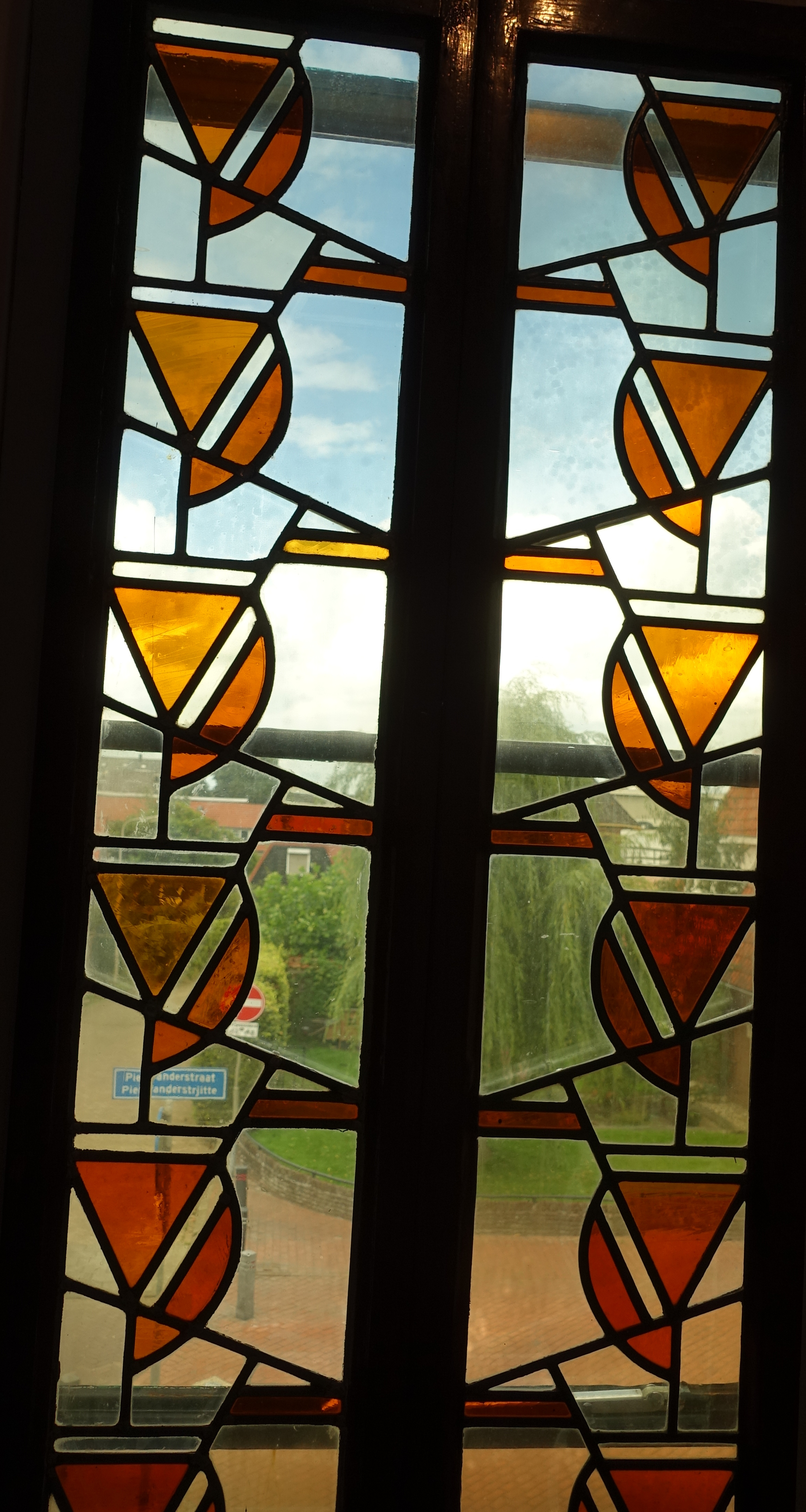
Glas-in-loodraam voor een woning in Drachten

Hoewel Thijs Rinsema zich aanvankelijk weinig aangetrokken voelde tot het Dadaïsme werd hij daar toch vaak mee geïdentificeerd door latere kunsthistorici als K. Schippers, Remco Heite en Thom Mercuur. Dit is voor een deel te verklaren uit een Dada-veldtocht die onder andere bestond uit optredens van Theo van Doesburg, Nelly van Doesburg, Kurt Schwitters en Vilmos Huszár. Deze veldtocht vond plaats van 1922 tot 1923 in Nederland. De laatste voorstelling van deze veldtocht vond plaats in de Phoenix in Drachten. Sindsdien heeft de bevolking van Drachten de connectie tussen Thijs Rinsema en het Dadaïsme niet vergeten. De jaren 1920-1930 vormden het hoogtepunt van innovatie zijn werken, door experimenten met abstrahering, werken met collages en verwerking van diverse kunststromingen als het constructivisme en De Stijl in een eigen vormentaal. De contacten met Van Doesburg stopten na diens dood in 1931. In 1937 hielden ook de contacten met Kurt Schwitters op, die in dat jaar, vluchtend voor het nazisme, naar Noorwegen vertrok. Deze vermindering van contacten heeft een zichtbare weerslag gehad in de schilderijen van Rinsema, die sindsdien meer figuratief begon te schilderen en minder experimenteel. Dit kan opgevat worden als een terugval, maar ook als een verminderde drang om te experimenteren.
Thijs Rinsema combineerde zijn dagelijks werk als schoenmaker met schilderen, van onder andere portretten, stillevens, bloemschikkingen en landschappen. Daarnaast ontwierp hij ook glas-in-loodramen.
Hij vond Drachten soms maar weinig de moeite waard, waarom hij soms een bezoek bracht aan Amsterdam of Rotterdam om daar de musea, andere kunstenaars of (kunst)boekwinkels te bezoeken. Kort na de oorlog kreeg hij kanker, waaraan hij in 1947 overleed.

## Problemen oeuvre
Het werk van Thijs Rinsema is niet altijd herkend als van zijn hand. In de jaren dat hij contact had met Kurt Schwitters maakten zij samen collages van gevonden materiaal uit de omgeving van Drachten. Doordat zij hetzelfde materiaal gebruikten als grondstof en gelijktijdig collages maakten zijn de collages van de beide kunstenaars bij tijd en wijle moeilijk uit elkaar te houden.
Door de relatieve onbekendheid van Thijs Rinsema is het weleens voorgekomen dat werken foutief zijn toegeschreven aan andere kunstenaars, zoals Aleksandr Rodchenko.
Een andere moeilijkheid is dat hij zelden werk signeerde of dateerde en dat veel van zijn werken bij leven slecht zijn geregistreerd. Hierdoor zijn veel werken verloren gegaan.

## Werk in openbare collecties (selectie)
- Fries Museum, Leeuwarden[1]
- Rijksmuseum Amsterdam[2]
- Museum Drachten

## Werken
Enkele van zijn werken zijn:
- Abstracte Compositie (1923)
- Portret van Kurt Schwitters (1923)
- De ijdele koning (1920-1930)
- Stilleven met gitaar (1920-1930)
- Stilleven met lamp
- Voetballer (1925)
- Compositie met mandoline en blauwe kelk (1922)

## Tentoonstellingen
- Thijs/Evert Rinsema, avant-garde in Drachten vanaf 30 oktober 2011 tot 18 maart 2012 in het Museum Drachten in Drachten[3][4]
- Rins & Does bij Mondriaan van 23 juni t/m 30 september 2012 in het Mondriaanhuis in Amersfoort[5]
- Gebroeders Rinsema/Rinsemavleugel in het Museum Drachten in Drachten[6]